# Дріянська Вікторія Євгенівна
Дріянська Вікторія Євгенівна (нар. 6 вересня 1956, Чистякове Донецької області) — українська лікарка-імунолог, доктор медичних наук, професор, заступниця директора з наукової роботи Інституту нефрології Національної академії медичних наук України. Лауреатка Державної премії України в галузі науки і техніки.

## Біографія та наукова діяльність
Закінчила Київський медичний інститут у 1979 році. Працювала лікаркою. Від 1983 — в Інституті нефрології Національної академії медичних наук України (Київ). Від 2001 року — головна наукова співробітниця, від 2002 року — заступниця директора з наукової роботи. Керівниця лабораторії імунології.
У 1999 році здобула ступінь доктора медичних наук.
Від 1999 — генеральна секретарка Українського товариства фахівців з імунології, алергології та імунореабілітації.
Вивчає імунні механізми розвитку урологічних і нефрологічних захворювань, процес адаптації ниркового алотрансплантата в осіб з хронічною нирковою недостатністю, стан імунітету населення України залежно від регіону проживання.

## Основні наукові праці
- Проблеми імунопатогенезу та імунотерапії пієлонефриту // Журн. АМНУ. 1998. Т. 4, № 1;
- Дослідження впливу препаратів „Ербісолу“ на функціональну активність T-хелперів II типу за продукцією ІЛ-4 та ІЛ-10 in vitro. 2003, співавтори Г. М. Драннік, О. В. Назар, О. М. Ніколаєнко, В. С. Папакіна, В. Й. Фесенкова
- Клінічна нефрологія. К., 2004 (співавт.);
- Поражения почек, обусловленные ревматическими заболеваниями. К., 2004 (співавт.);
- Вплив продукції ІЛ-2 і експресії ІЛ-2-рецепторів клітинами периферичної крові реципієнтів на функціонування ниркового алотрансплантата (НАТ) // ІА. 2006. № 1 (співавт.).
- Особливості цитокінової ланки імунітету у хворих на хронічну хворобу нирок IV—V ст. у додіалізному та діалізному періодах, 2010, співавтори В. Е. Баран, Ю. І. Гончар, Г. М. Драннік, І. О. Дудар, Р. О. Зограб'ян, О. П. Петрина, Т. В. Порошина, В. С. Савченко.

## Нагороди
У 2018 році за участь в роботі «Наукова розробка та впровадження персоніфікованого підходу до діагностики, лікування та профілактики імунозалежних захворювань» Вікторії Дріянській присуджено Державну премію України в галузі науки і техніки.